# Amerikaanse presidentsverkiezingen 1976

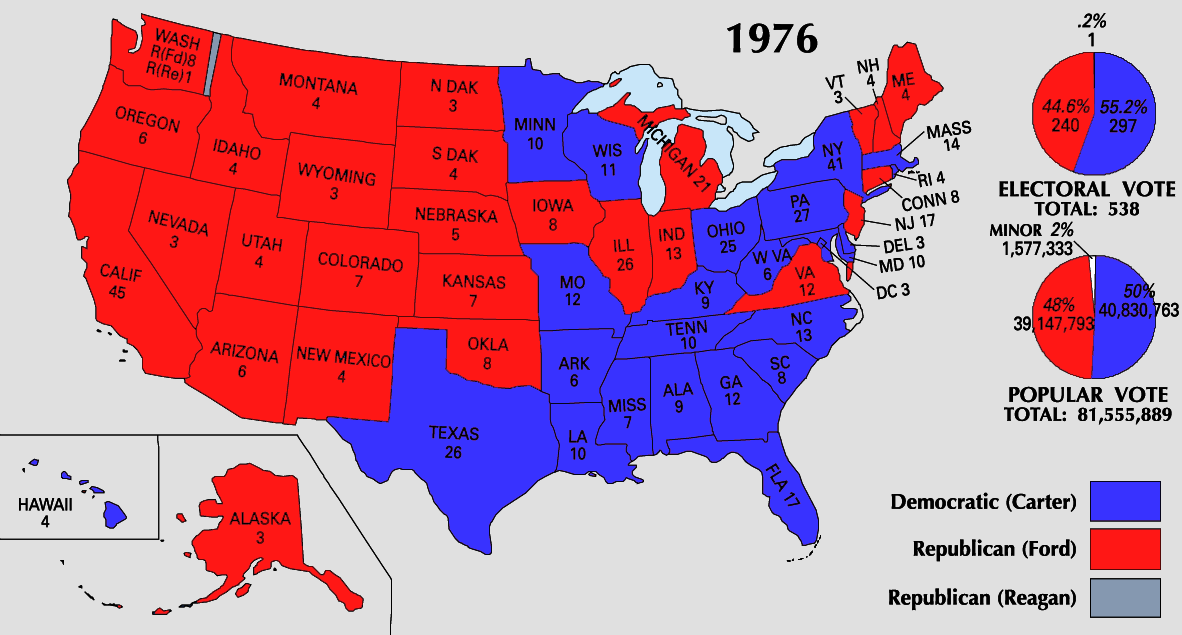
Verdeling van de kiesmannen bij de verkiezingen van 1976.

De Amerikaanse presidentsverkiezingen van 1976 werden door Jimmy Carter gewonnen. Zittend president Gerald Ford verloor vanwege de dreigende economische stilstand en het feit dat hij aan zijn voorganger Richard Nixon ontslag van rechtsvervolging verleende.

## Presidentskandidaten

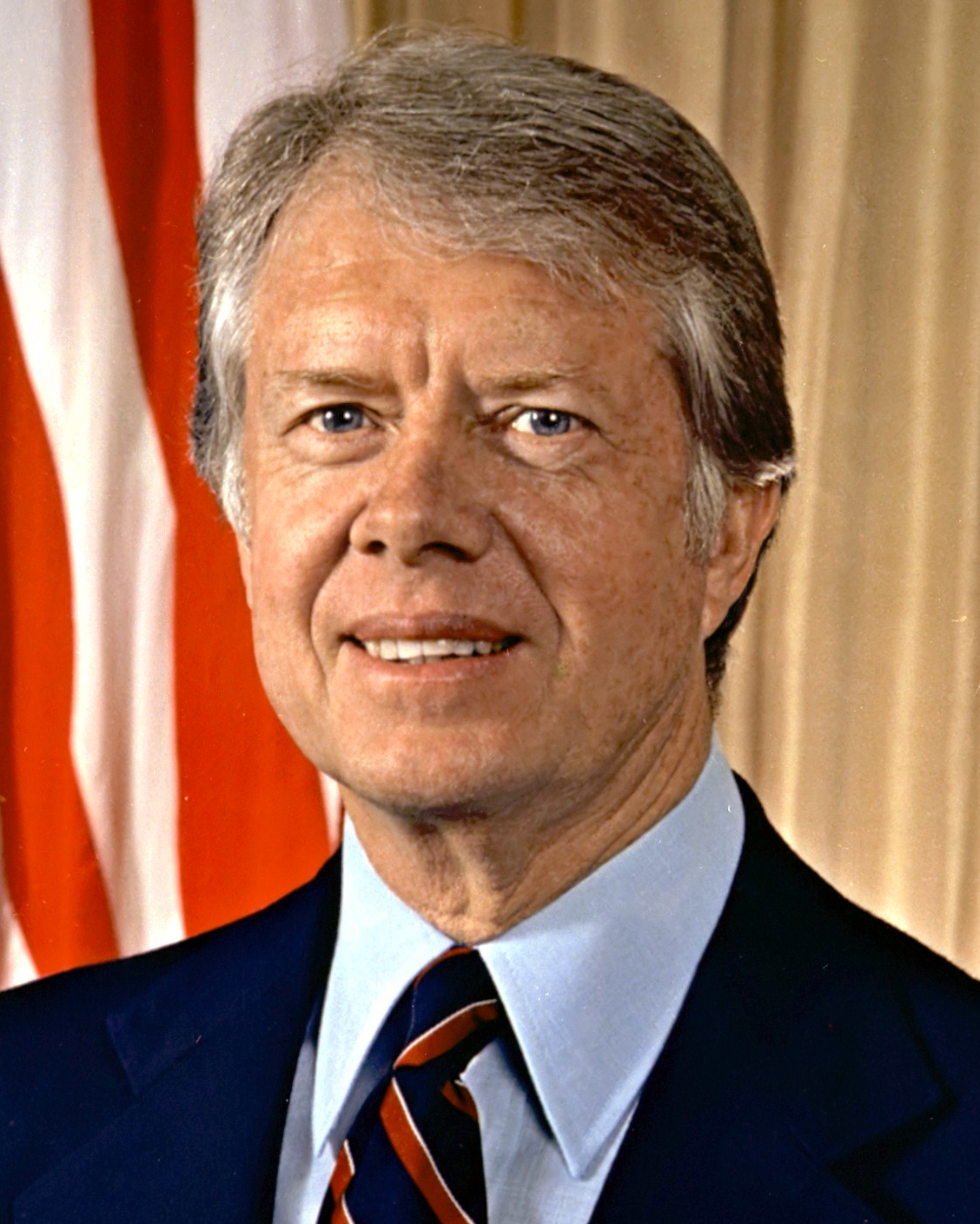
Voormalig Gouverneur Jimmy Carter uit Georgia Democratische Partij
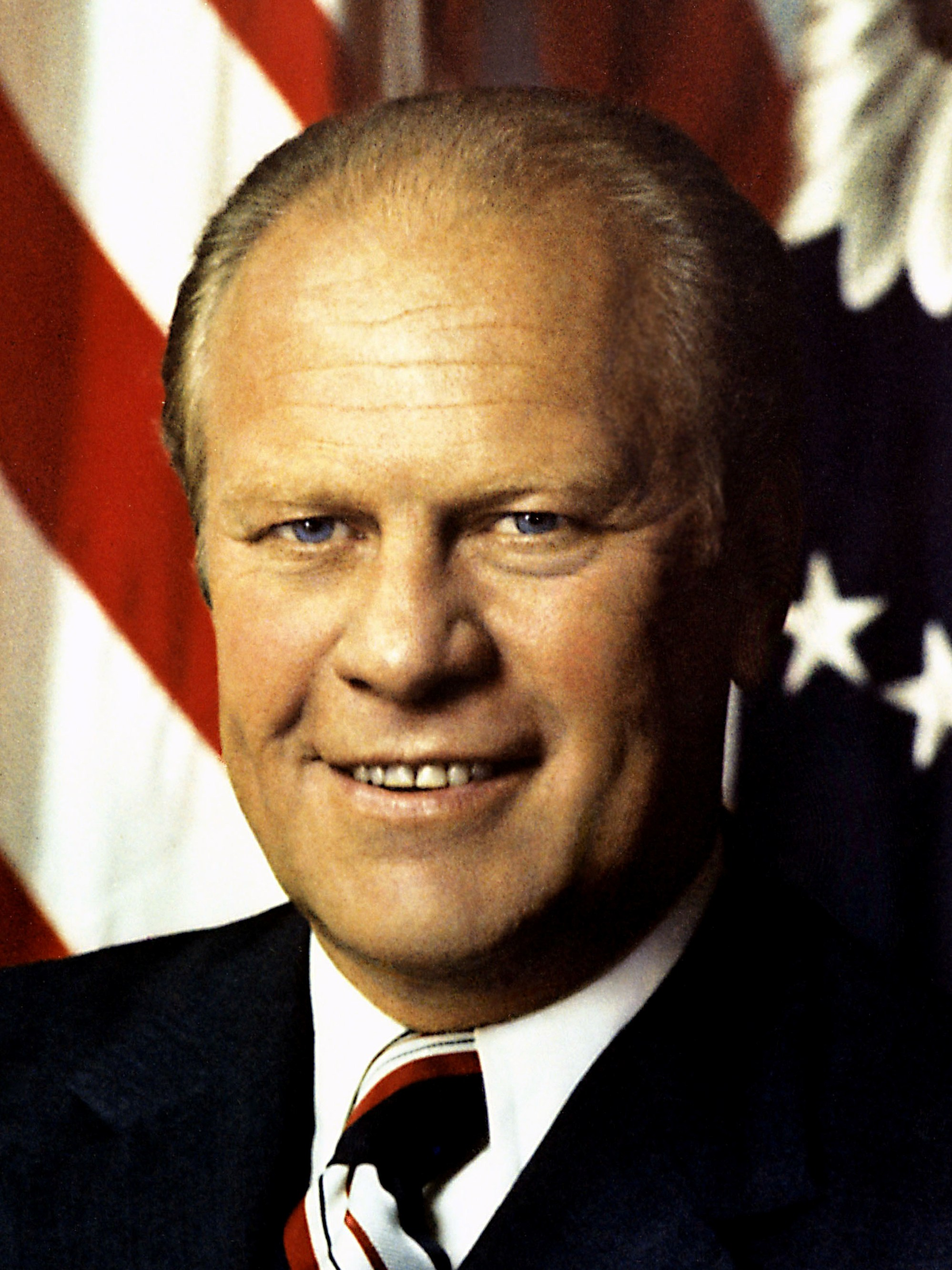
President Gerald Ford uit Michigan Republikeinse Partij

- Voormalig 
 Gouverneur 
 Jimmy Carter 
 uit Georgia 
 Democratische Partij
- President 
 Gerald Ford 
 uit Michigan 
 Republikeinse Partij

### Vicepresidentskandidaten

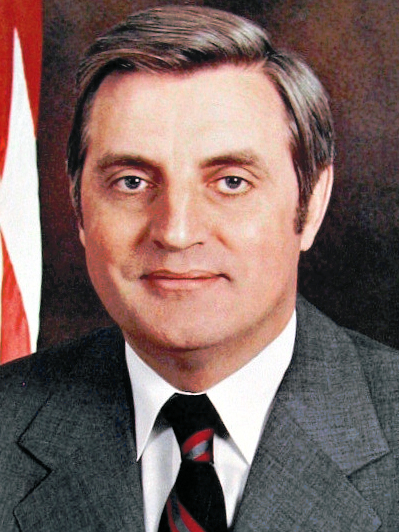
Senator Walter Mondale uit Minnesota Democratische Partij
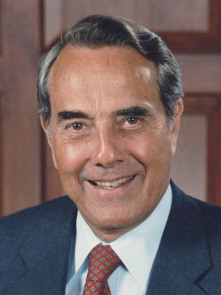
Senator Bob Dole uit Kansas Republikeinse Partij

## Uitslag
| Naam            | Jimmy Carter         | Gerald Ford          |
| Partij          | Democratische Partij | Republikeinse Partij |
| Thuisstaat      | Georgia              | Michigan             |
| Running mate    | Walter Mondale       | Bob Dole             |
| Kiesmannen      | 297                  | 240                  |
| Gewonnen staten | 23+DC                | 27                   |
| Aantal stemmen  | 40.831.881           | 39.148.634           |
| Percentage      | 50,1%                | 48,0%                |

1789 · 1792 · 1796 · 1800 · 1804 · 1808 · 1812 · 1816 · 1820 · 1824 · 1828 · 1832 · 1836 · 1840 · 1844 · 1848 · 1852 · 1856 · 1860 · 1864 · 1868 · 1872 · 1876 · 1880 · 1884 · 1888 · 1892 · 1896 · 1900 · 1904 · 1908 · 1912 · 1916 · 1920 · 1924 · 1928 · 1932 · 1936 · 1940 · 1944 · 1948 · 1952 · 1956 · 1960 · 1964 · 1968 · 1972 · 1976 · 1980 · 1984 · 1988 · 1992 · 1996 · 2000 · 2004 · 2008 · 2012 · 2016 · 2020 · 2024